# Saint-Romain-de-Popey
|
|-
|}
Saint-Romain-de-Popey là một xã thuộc tỉnh Rhône trong vùng Auvergne-Rhône-Alpes phía đông nước Pháp. Xã này có diện tích 17,02 ki lô mét vuông, dân số năm 2005 là 1384 người.